# Krafla
Ne doit pas être confondu avec Katla.
Le Krafla (IPA=[ˈkʰrapla]) est un système volcanique dans la région du Mývatn au Nord de l'Islande. Il comprend un volcan central caractérisé par une caldeira d'une dizaine de kilomètres de large, et un champ de fissures orientées nord-sud sur une centaine de kilomètres depuis le volcan tabulaire Selfjall au sud à la mer au nord. Il est installé à l'emplacement d'une ride palagonitique qui culmine à 818 m d'altitude. Ses éruptions ont façonné la topographie des environs du Mývatn.

## Toponymie
Krafla est un verbe qui signifie ramper (d'où l'anglais to crawl), se traîner avec les mains ou les griffes.
« Il y a dans le mot krafla une idée de palpitation, de frémissement, de bouillonnement. » (Régis Boyer à propos du surnom d'un des héros de Vatnsdœla saga, sauvé après avoir été exposé).

## Géographie

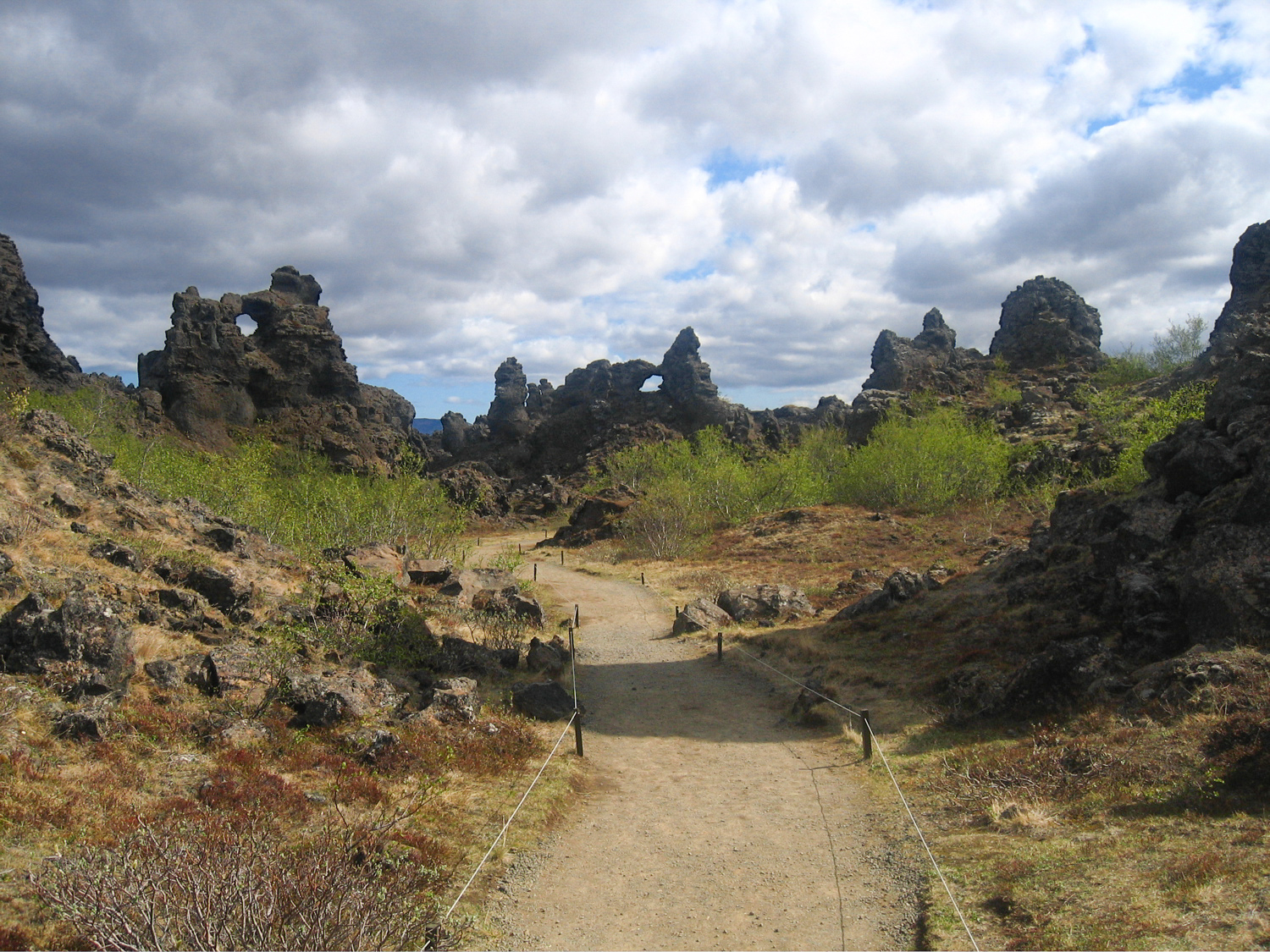
Dimmuborgir

Le système volcanique est centré autour d'une caldeira d'effondrement, située entre le Krafla et les Gaesafjöll, relativement indistincte en surface. Elle mesure environ 10 km de large. La chambre magmatique a été atteinte par un forage géothermique à la profondeur de 2,1 km et a une température de près de 900 °C[réf. nécessaire]. Cette proximité de la surface fait de l'ensemble de la région un important champ hydrothermal.
Une importante zone de fractures appartenant au rift médio-atlantique traverse le volcan central et s'étend de l'Öxarfjörður au nord au cœur de l'Ódáðahraun au sud.
Elle est jalonnée de nombreux cratères d'explosions, rides sous-glaciaires, volcans en table.
Les coulées de lave ont créé autour et dans le Mývatn de nombreuses structures originales : pseudo-cratères phréatiques, colonnes de lave de Dimmuborgir résultant de la vidange d'un lac de lave partiellement solidifié, etc.

## Histoire

### Formation sous-glaciaire

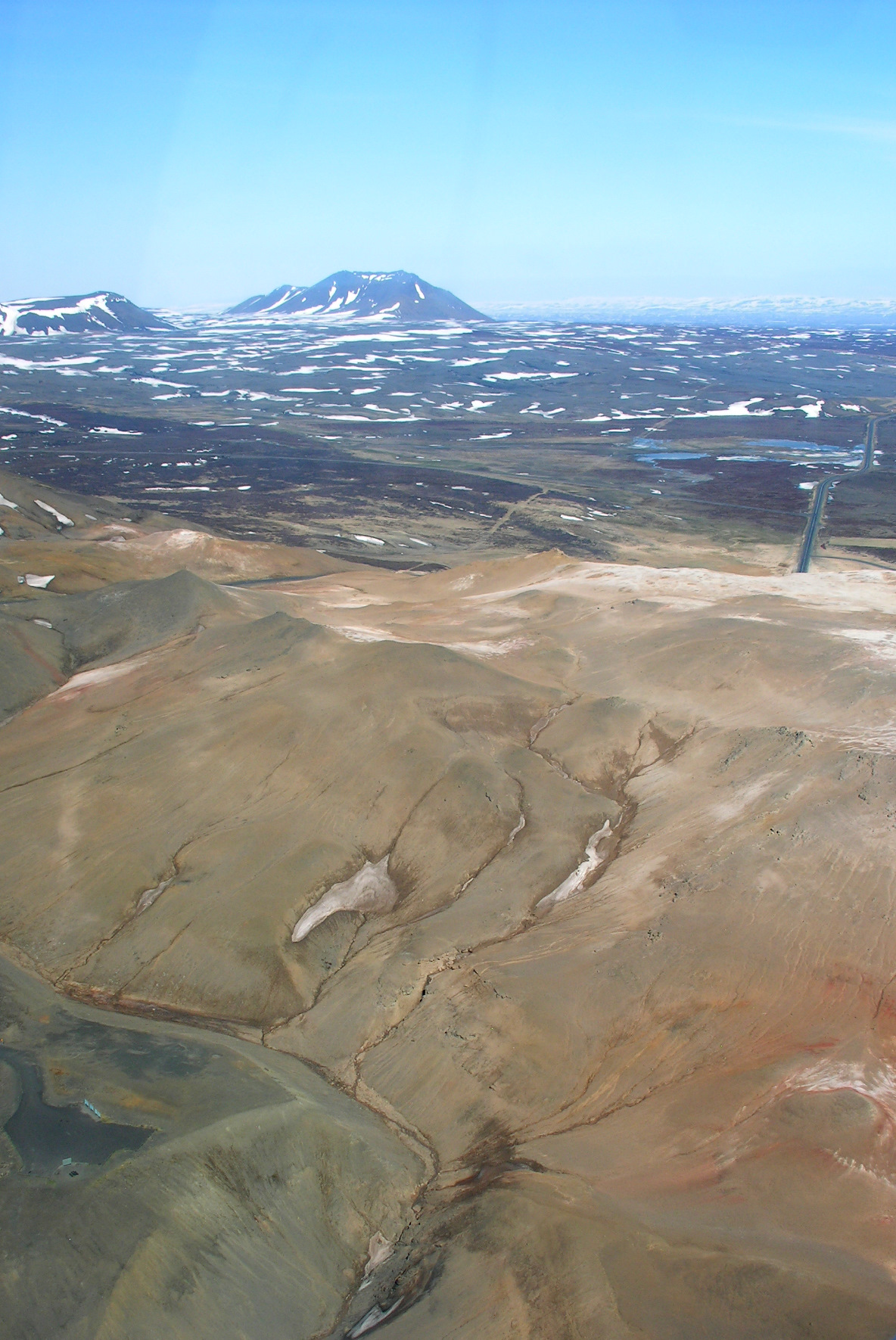
La Námafjall au premier plan et le Jörundur en arrière-plan

Le substratum de la région du Mývatn date du dernier interglaciaire. Les principaux reliefs liés au Krafla sont apparus pendant la dernière période glaciaire, les éruptions qui ont percé la calotte glaciaire ont donné des montagnes en table (Bláfjall, Sellandafjall, Búrfell, Gæsafjöll), alors que celles qui ne l'ont pas percée ont donné des rides (Vindbelgjarfjall, Námafjall, Dalfjall, Hvannfell).
La caldeira elle-même résulte d'énormes éruptions explosives qui ont provoqué l'effondrement de la chambre magmatique il y a plus de 100 000 ans. Sur les flancs de la caldeira sont notamment apparues deux montagnes en table rhyolitiques, la Hlíðarfjall et le Jörundur.
Le recul de la calotte glaciaire vers le Vatnajökull et le Langjökull s'est produit il y a environ 10 000 ans. Un premier lac s'est alors formé derrière le barrage formé par le glacier dans la vallée du Laxá í Aðaldal.

### Cycle de Lúdent
L'activité récente a commencé il y a plus de 6 600 ans avec une éruption qui a produit le cratère d'explosion (anneau de tuf) du Lúdent. Elle a été accompagnée peu après d'une série d'éruptions dans les environs ainsi que sur la Námafjall. Le cycle se termine par l'émission de coulées de dacite.

### Coulée de la vieille Laxá
Il y a 3 800 ans une coulée de lave du volcan bouclier du Ketildyngja, appartenant au système volcanique des Fremrinámur, à 25 km au sud-est du Mývatn a traversé le sud du système du Krafla, a produit un barrage sur le Laxá í Aðaldal, derrière lequel s'est ensuite formé l'ancien Mývatn, et a descendu la vallée du Laxá í Aðaldal, presque jusqu'à son embouchure dans le Skjálfandi.

### Cycle du Hverfjall

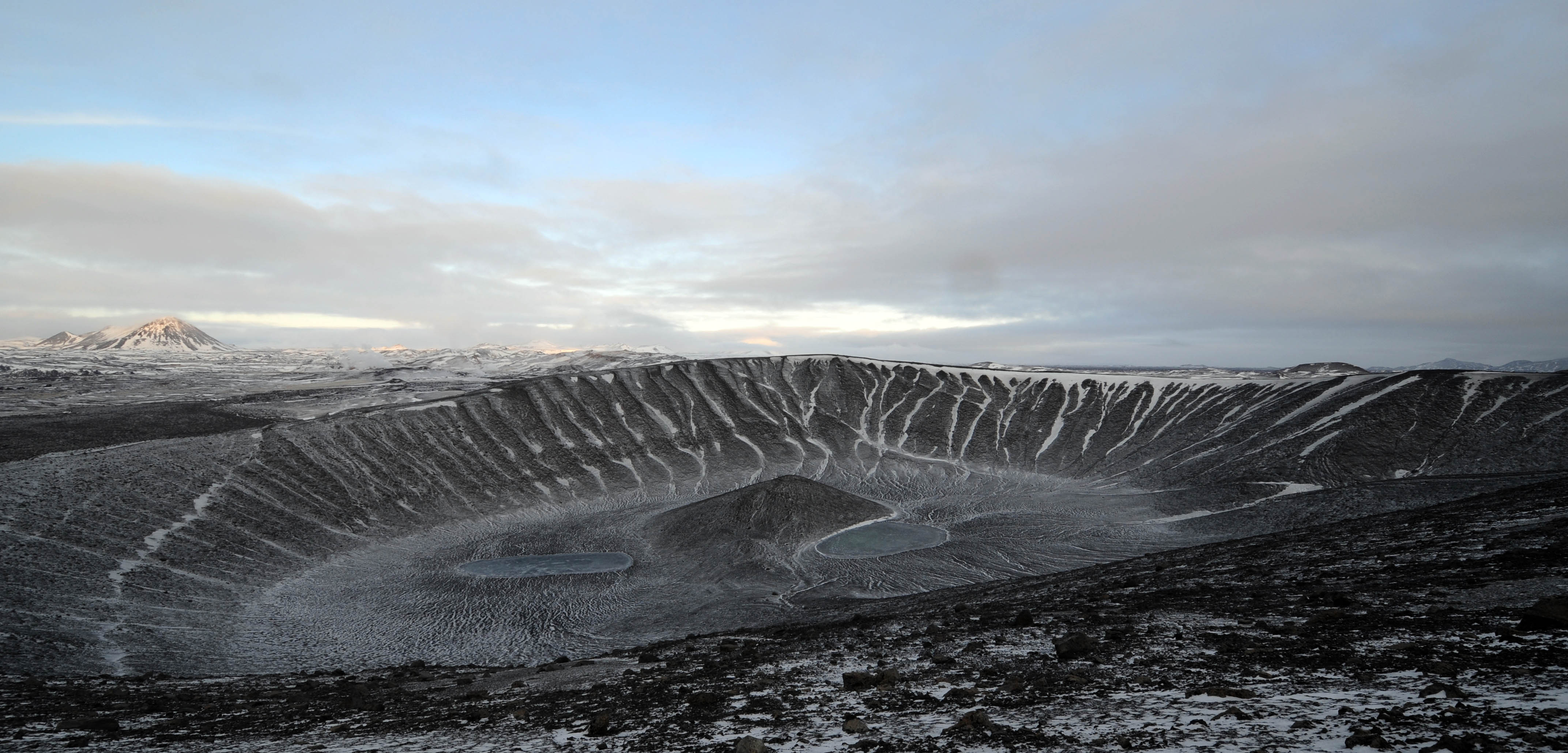
Hverfjall

Une explosion phréato-magmatique (c'est-à-dire provoquée par le contact du magma avec des eaux souterraines) il y a 2 500 ans a produit le cratère (anneau de tuf) de la Hverfjall.
Une éruption dans le Jarðbaðhólar suivit qui produisit le champ de lave entre Reykjahlíð et Vogar.

### Coulée de la jeune Laxá

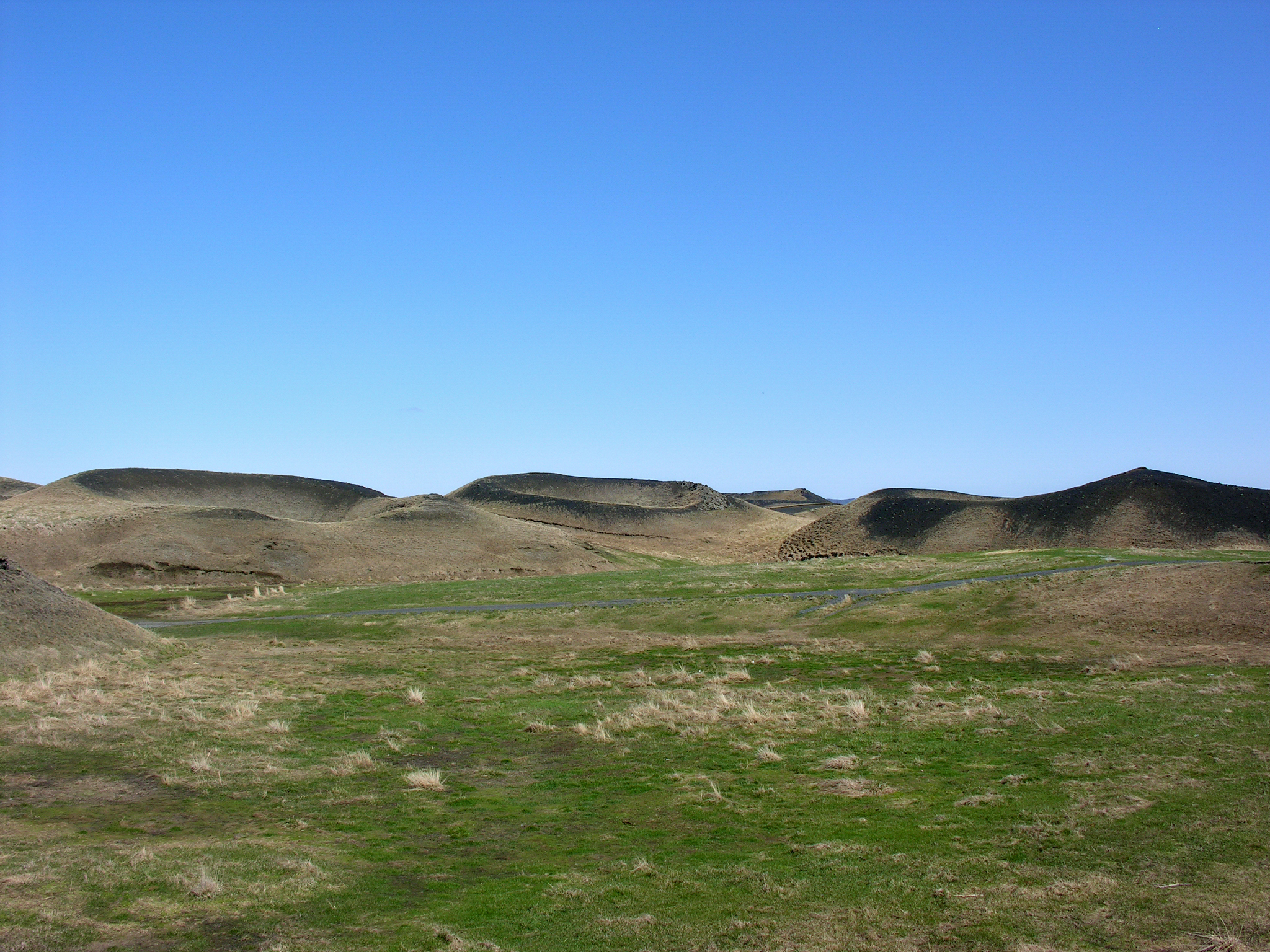
Les Skútustaðagígar.

Environ 200 à 500 ans plus tard, une éruption fissurale à partir des Þrengslaborgir et des Lúdentsborgir a produit une coulée de lave qui a traversé l'ancien Mývatn et descendu la Laxárdalur et l'Aðaldalur jusqu'à la mer, recouvrant en grande partie la coulée de la vieille Laxá.
Cette coulée est à l'origine de la topographie actuelle du Mývatn et des lacs voisins et des curiosités qui l'entourent comme les Skútustaðagígar, dus aux explosions provoquées par le contact de la lave avec l'eau du lac, les labyrinthes des Dimmuborgir et les colonnes de Kálfaströnd, dus à la vidange progressive d'un lac de lave en cours de solidification.

### Feux de Mývatn et explosion de Víti
Après un millénaire de calme, une nouvelle période d'activité de plus de 5 ans (Mývatnseldar) commence le 17 mai 1724 par une nouvelle explosion phréato-magmatique qui produit le maar du Helvíti (ou Víti, l'enfer en français, comme un autre maar situé sur l'Askja),.
Le Víti est maintenant rempli d'une eau colorée en bleu turquoise par des algues siliceuses.
Des éruptions fissurales et des tremblements de terre se produisent jusqu'en 1729, en particulier à partir de Leirhnjúkur, une longue fissure qui s'ouvre le 11 janvier 1725,. Les coulées atteignent Reykjahlíð où des fontaines de lave sont vues à la Bjarnarflag. Trois fermes sont détruites, mais l'église, construite sur une petite éminence est épargnée. Ses fondations sont toujours visible entre deux champs de lave.
En 1746 une nouvelle éruption a lieu au nord de Leirhnjúkur.

### Feux du Krafla

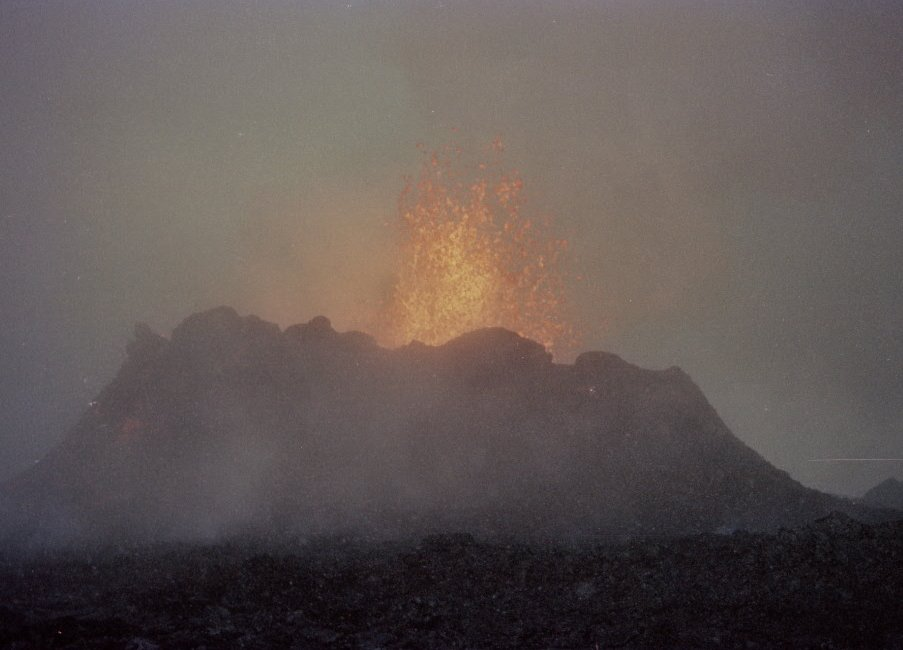
Le Krafla en éruption, septembre 1984

De 1975 à 1984, une nouvelle série d'éruptions et de tremblements de terre (Kröflueldar) s'est concentrée dans la caldeira et en particulier à Leirhnjúkur. La coulée de Leirhnjúkshraun est encore chaude et continue à dégazer ainsi que la zone de solfatares, de mares de boue et de fumerolles.
Pendant cette phase, on a pu mesurer plusieurs phases de gonflement et de dégonflement du plancher de la caldeira. On a aussi pu mesurer un écartement des bords est et ouest de la caldeira de 900 mm pendant les 9 ans du cycle, démontrant ainsi que l'ouverture du rift est un processus discontinu.

## Géothermie
La région comporte un grand nombre de sources chaudes. La zone du Hverarönd au pied de la Námafjall est particulièrement remarquable par ses mares de boue bouillante et ses solfatares.
La géothermie à haute température est exploitée pour produire de l'électricité dans les centrales géothermiques de Bjarnaflagsstöð (3 MWe) à Reykjahlíð depuis 1969, et de Kröfluvirkjun (60 MWe) directement sur le volcan central depuis 1977.